# A Man in Love
A Man in Love (Fernsehtitel: Leidenschaftliche Begegnung – A Man in Love) ist ein italienisch-britisch-französischer Film aus dem Jahr 1987. Regie führte Diane Kurys, die zusammen mit Israel Horovitz und Olivier Schatzky auch das Drehbuch schrieb.

## Handlung
Bei den Dreharbeiten zu einem Film über das Leben des Schriftstellers Cesare Pavese lernen sich die 26-jährige, in Frankreich lebende, Schauspielerin Jane und der ca. 15 Jahre ältere Steve, der die Hauptrolle im Film spielt, kennen. Schnell verlieben sich die beiden ineinander. Da Steve aber bereits verheiratet ist, muss er die Affäre zunächst seiner Familie verheimlichen, die in den USA lebt. Als Janes Mutter an Krebs erkrankt und stirbt, beschließen Jane und Steve, sich wieder zu trennen, da Steve weiterhin mit seiner Frau und den Kindern zusammenleben möchte. Der Film endet damit, dass Jane die Geschichte niederschreibt.
Dialogzitat aus dem Film:
Jane: Wenn Du glaubst, dass Du zwei Mädchen lieben kannst, dann betrügst Du sie alle beide!
Steve: Wenn Du glaubst, dass Du nur einen Menschen lieben kannst, dann betrügst Du Dich selbst!

## Kritik
„Einfühlsame Variante des Themas ‚Film im Film‘, in der sich die unterschiedlichen Ebenen in den intensivsten Momenten zu einer Einheit verbinden. Hervorragend gespielt, thematisiert der Film die Sehnsucht nach Liebe und Geborgenheit, aber auch die Probleme, die aus einer solchen Beziehung erwachsen können.“